# Mesoplasma
Mesoplasma è un genere di batterio appartenente alla famiglia delle Entomoplasmataceae.